# St. Johannes Evangelist (Mainz)

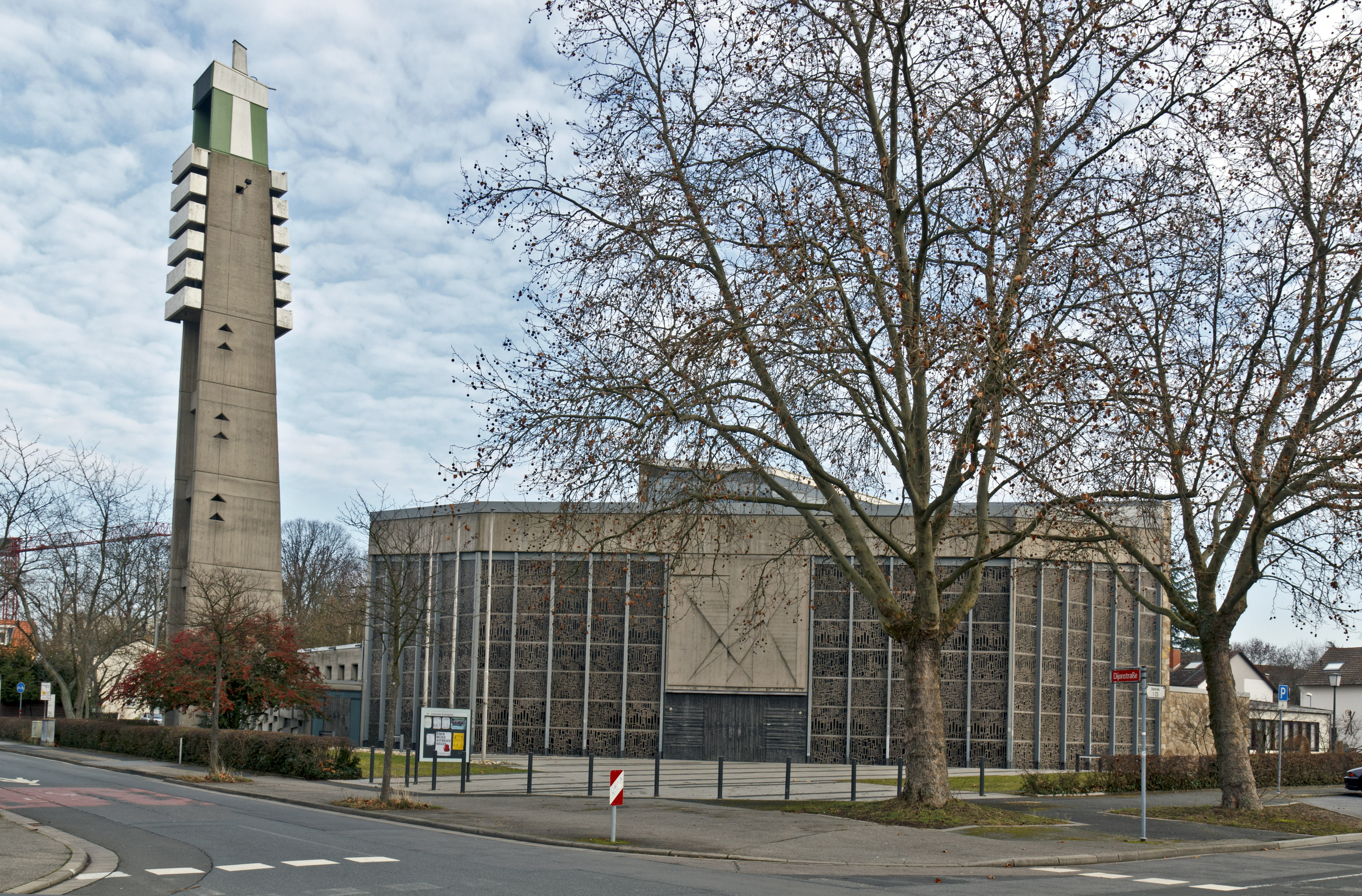
St. Johannes Evangelist mit Glockenturm

St. Johannes Evangelist ist eine dem Evangelisten Johannes geweihte, katholische Kirche im Mainzer Ortsteil Münchfeld. Zusammen mit der Pfarrei St. Rabanus Maurus auf dem Hartenberg ist sie eines von zwei Gotteshäusern der Pfarrgemeinde Don Bosco.

## Geschichte

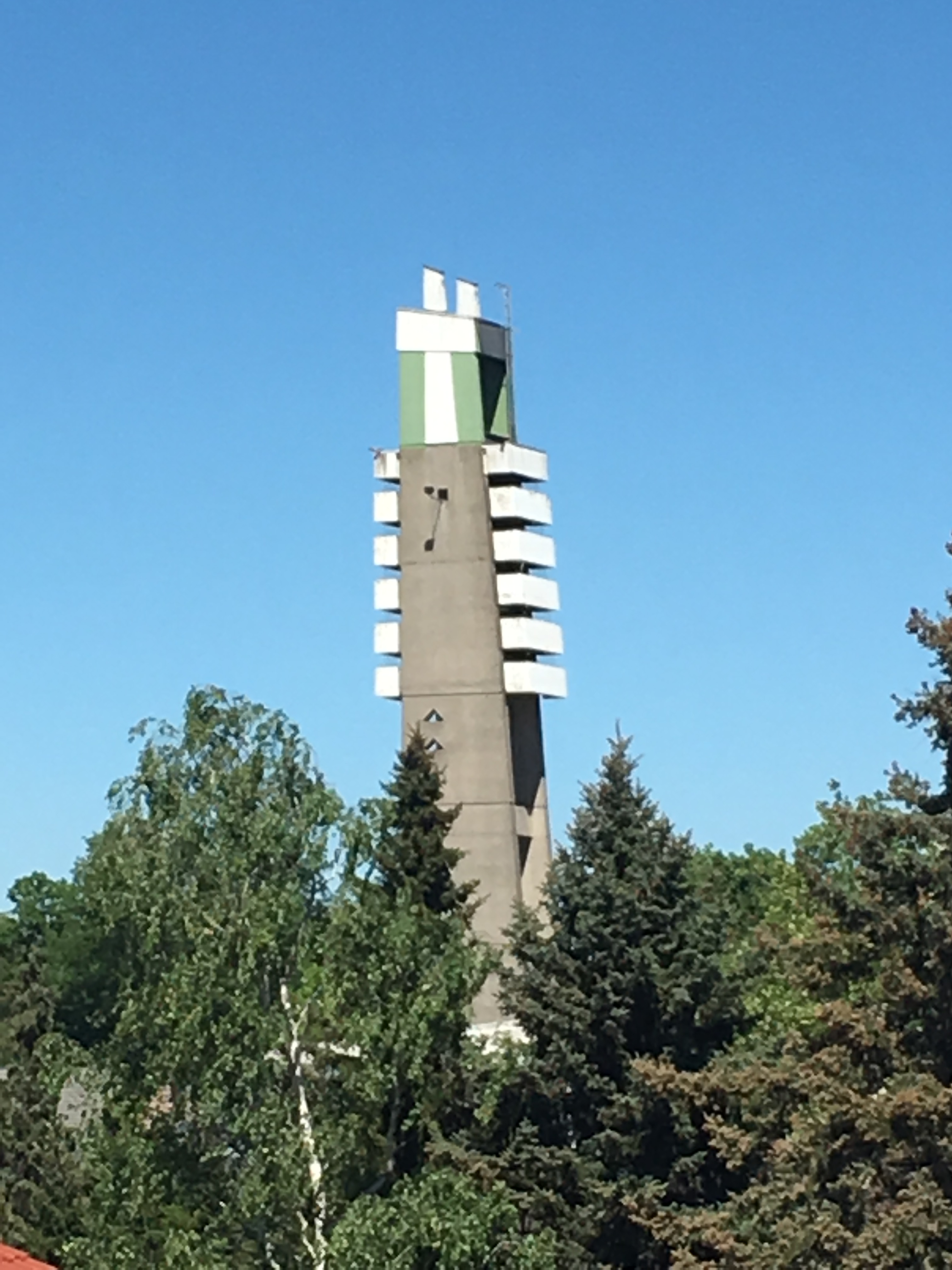

Im Geiste des Zweiten Vatikanischen Konzils, das von 1962 bis 1965 zu pastoraler und ökumenischer „instauratio“ (Erneuerung) einberufen war, wurde der Gonsenheimer Architekt Bernhard Schmitt beauftragt eine Pfarrkirche für den in den 1960er Jahren bebauten Stadtteil Hartenberg-Münchfeld zu entwerfen.
Am 27. August 1967 erfolgte die Grundsteinlegung mit Generalvikar Ludwig Haenlein. Schon am 24. November 1968 wurde die moderne Kirche von Bischof Hermann Volk feierlich konsekriert. Dabei wurden Reliquien des Evangelisten Johannes aus  St. Peter, Heppenheim (Bergstraße) im Hauptaltar eingemauert. Der Altar der Seitenkapelle wurde dem Heiligen Benignus, dem Patron der Kathedrale von Dijon, geweiht und steht fest als ein Zeichen der Städtepartnerschaft zwischen Mainz und Dijon. 

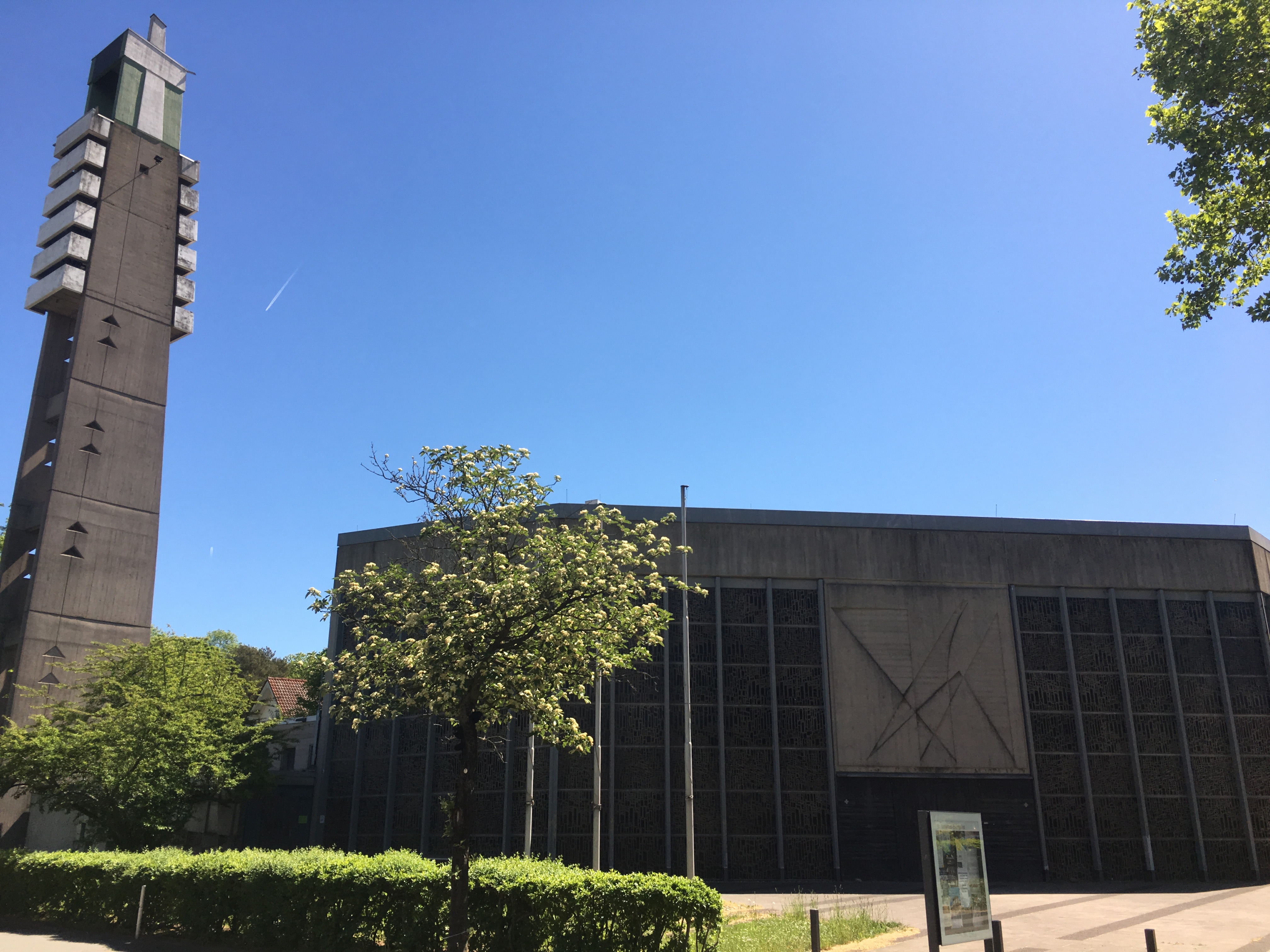
Außenansicht St. Johannes Evangelist mit Glockenturm

## Bau und Ausstattung
Die ortsbildprägende Kirche wurde aus Stahlbeton und Glas im typischen Stil der 1960er Jahre errichtet. Das Sujet Ein Schiff, das sich Gemeinde nennt von Martin Gotthard Schneider 1963 vertont, diente als Leitmotiv für die Architektur. Der Grundriss des Kirchenschiffes bildet eine Parabel. Während sich die 9 Meter hohe Front der Kirche mit der in Betonglasfenstern gerasterten Eingangswand zur Wohnbebauung hin öffnet, setzt der 35 Meter hohe Turm ein Signal zur Hauptverkehrsstraße An der Allee.
Die 16 Meter hohe, äußere Seiten- und Rückwand ist mit Steinen aus dem Steinbruch des Grafen von Schönborn in Heusenstamm verkleidet. Über dem Haupteingang erhebt sich ein Betonhalbrelief, welches den Adler, das Symbol des Evangelisten Johannes, zeigt. Dieses bildet zugleich auch die Rückwand der Orgelempore. Entworfen wurde das Relief vom Finther Bildhauer Reinhold Petermann, der auch das Schwebekreuz über dem Hauptaltar mit goldfarbenem Korpus, die 14 Kreuzwegstationen aus patinierten Aluminiumplatten, den Ambo mit dem stählernen Adler und das Stahlrelief um den vergoldeten Tabernakel für die Kirche schuf. Schematisiert bildete er auch mehrmals den Adler in aufsteigender Position an der inneren Außenwand des Hauptschiffes ab als Zeichen des Evangelisten Johannes und des emporschwingenden Wort Gottes. In den Fußboden eingelassen befindet sich im hinteren Teil der Kirche das Priestergrab von Hans Brantzen (Gemeindepfarrer von 1964 bis 1979 und Erbauer der Kirche). Italienischer Schiefer wurde für den Fußboden im Chor- und Kirchenraum verwendet. Unter den Bänken bildet ein Holzpflaster den Fußbodenbelag. Der Innenraum verfügt über 550 Sitzplätze.

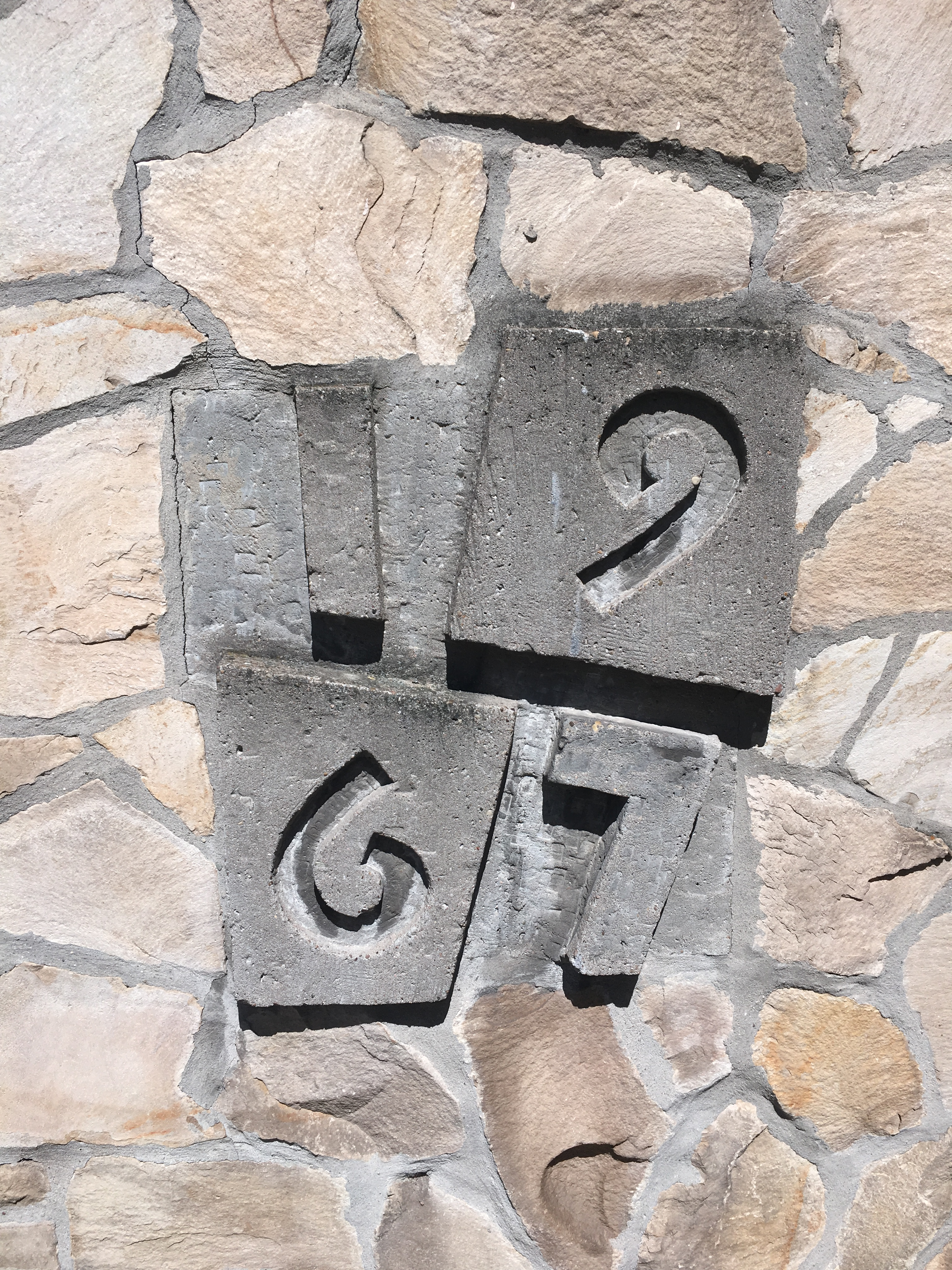
Jahr der Grundsteinlegung von St. Johannes Evangelist (Mainz), Außenmauer am südlichen Seiteneingang

In der Seiten- und Anbetungskapelle befindet sich ein aus Schiefer von Leo Brandmüller geschaffenes Flachrelief der Gottesmutter mit Jesuskind (am 8. Dezember 1970 geweiht). Derselbe Künstler schuf den stählernen Osterleuchter mit den Symbolen für Ostern, Pfingsten und Taufe. Das Bildprogramm der Glasfenster nimmt sich der Visionen der Johannesoffenbarung an. Geformt als Siegel der Offenbarung nehmen Einzelbilder Bezug auf eine überdimensional dargestellte Schriftrolle mit sieben Siegeln. Der Bilderzyklus kulminiert in der Darstellung des Neuen Jerusalems mit dem Agnus Dei und der goldenen Stadt ruhend auf zwölf farbigen Steinkreisen. Letztere spielen in ihrer Farbigkeit auf die zwölf Juwelen und Edelsteinen als Grundsteine des himmlischen Jerusalems an wie auch zugleich auf die zwölf Stämme Israels. Der Tabernakel an der Ostwand der Kapelle, vergoldet und mit roten Glassteinen verziert, bildet das Zentrum eines Stahlreliefs nach dem Bildmotiv des brennenden Dornbuschs.
An die Seitenkapelle angeschlossen ist eine vom Bodenniveau abgesenkte Taufkapelle mit Taufstein und Taufschale. Ihre Glasfenster sind in verschiedenen Blautönen gehalten.

## Orgel
Nach einer ersten Behelfsorgel (1968–1990) wurde im Jahre 1990 durch eine Erweiterung der Empore das Aufstellen einer Orgel von Hans Theodor Vleugels (21 Register mit 1334 Pfeifen, Hauptgehäuse aus Eichenholz) möglich. Die Orgel hat folgende Disposition:
| I Hauptwerk C–g3 |        |
| Principal        | 8′     |
| Octave           | 4′     |
| Quinte           | 2 2/3′ |
| Octave           | 2′     |
| Mixtur           | IV     |
| Gedackt          | 8′     |
| Spitzflöte       | 4′     |
| Viola da Gamba   | 8′     |
| Trompete         | 8′     |

| II Rückpositiv C–g3 |     |
| Principal           | 4′  |
| Sesquialter         | II  |
| Scharff             | III |
| Holzgedackt         | 8′  |
| Rohrflöte           | 4′  |
| Flageolett          | 2′  |
| Krummhorn           | 8′  |

| Pedal C–f1  |     |
| Octavbaß    | 8′  |
| Octave      | 4′  |
| Subbaß      | 16′ |
| Violoncello | 8′  |
| Posaune     | 16′ |

- Koppeln: II/P, I/P

## Glocken
Das Geläut der Kirche wurde als Friedensgeläut konzipiert. Die vier Bronzeglocken, benannt nach den vier Aposteln Johannes, Andreas, Jakobus und Petrus wurden am 19. April 1980 in Heidelberg gegossen, am 15. Juni 1980 in Mainz geweiht und erklangen zum ersten Mal am 24. Juni 1980 über dem Münchfeld. Zusammen stehen sie im Zeichen des Friedens und der Brüderlichkeit, was sich auch in ihren eingravierten Bibelsprüchen zeigt: "Der Friede sei mit Euch" (Joh. 20,19) oder "Seid bereit, einander zu dienen" (1. Petrus 4,10). Insgesamt hatten die Glocken einen Wert von 50 000 DM. Allein die größte der vier Exemplare kostete schon knapp die Hälfte der Gesamtsumme, deren Kosten durch die Stadt Mainz übernommen wurden.
| Nr. | Name                   | Gussjahr | Gießer                     | Masse (kg) | Schlagton | Inschrift                      |
| 1   | Johannes               | 1980     | Glockengießerei Heidelberg | 1021       | e         | Der Friede sei mit Euch        |
| 2   | Andreas                | 1980     | Glockengießerei Heidelberg | 798        | g         | Kommt und seht                 |
| 3   | Jakobus                | 1980     | Glockengießerei Heidelberg | 637        | a         | Schenkt Gott Eure Herzen       |
| 4   | Petrus (Angelusglocke) | 1980     | Glockengießerei Heidelberg | 443        | h         | Seid bereit einander zu dienen |

## Gemeindepfarrer
- Andreas Niklaus 1955–64
- Hans Brantzen 1964–79
- Dr. Ernst Straßer 1979 (Pfarrverweser)
- P. Elmar Theisen 1979–1988
- P. Robert Terliesner 1988–2000
- P. Hans-Joachim Lüning 2000–2015
- Msgr. Manfred Simon 2015–